# Katelijnepoortbrug (Mechelen)
De Katelijnepoortbrug is een liggerbrug over de Afleidingsdijle in de stad Mechelen. De brug bestaat uit één overspanning van 27 m lang, de breedte van de Afleidingsdijle. De brug is vernoemd naar de Katelijnepoort, wat de toegangspoort tot Mechelen was vanuit Sint-Katelijne-Waver. In het verlengde van de brug, binnen de ring R12, loopt de Sint-Katelijnestraat.
Battelbrug · Colomabrug · Fonteinbrug · Heffenbrug · Hoogbrug · Katelijnepoortbrug · Koepoortbrug · Kraanbrug · Minderbroedersbrug · Nekkerspoelbrug · Plaisancebrug · Roostenbergbrug · Van Kesbeeckbrug · Walembrug · Winketbrug · Withuisbrug · Zennegatsluisbrug